# 去氯羟嗪
去氯羟嗪（化学名：N-二苯甲基-N'-羟乙氧基乙基哌嗪，化学式：C21H28N2O2）是一种气道扩张药，具有镇静、镇咳、平喘等作用，常以盐酸盐的形式存在。它可由1-二苯甲基哌嗪和二甘醇在兰尼镍催化下于1,4-二氧六环中反应得到。